# Conventgarten
Der Conventgarten war ein Veranstaltungsgebäude in Hamburg, dessen erster Bau 1853 bis zur Zerstörung 1943 mehrfach erweitert wurde.

## Geschichte
Der Buchdrucker Johann Jacob Siegmund Wörmer eröffnete am 24. Juli 1853 an der Neustädter Fuhlentwiete Nr. 67 „Wörmer’s Conventgarten“ als Biergarten mit Musikpavillon. Zwei Jahre später ergänzte er den Komplex durch einen Saal, in dem klassische Konzerte stattfinden konnten. Nicht zuletzt durch die hervorragende Akustik (hervorgerufen durch die Holztäfelung) und das Engagement der Hamburger Philharmonischen Gesellschaft entwickelte sich der Saal zu einem angesehenen Veranstaltungsort.
1867 wurde der Saal auf Initiative des neuen Eigentümers Heinrich Adloff umgebaut. Der Architekt Martin Haller schuf eine zweite Galerie und Zugänge zu ebener Erde. Ab 1871 hatte der Conventgarten dann auch eine Orgel und war auch groß genug, um ganze Chöre auf der Bühne auftreten zu lassen. Zu diesem Zeitpunkt barg der Saal 1.100 Sitzplätze, zu einem späteren Zeitpunkt wurde noch auf fast 1.500 Plätze erweitert. Die Finanzierung des Unternehmens wurde durch die 1889 neu gegründete „Conventgarten-Actiengesellschaft“ gesichert. Der Biergarten musste der neu angelegten Kaiser-Wilhelm-Straße weichen. Zur neuen Straße hin wurde der Saal durch einen repräsentativen Eingangsbau ergänzt.
Im Conventgarten fanden zahlreiche Konzerte mit dem philharmonischen Orchester statt. Hier gaben u. a. Richard Wagner, Hans von Bülow, Wilhelm Furtwängler und Bruno Walter als Dirigenten, Erna Sack, Fjodor Schaljapin und Richard Tauber als Sänger, Clara Schumann, Jascha Heifetz, Wilhelm Kempff und Claudio Arrau als Solisten sowie weitere nationale und internationale Stars Gastspiele. Während der Anfangsjahre des nationalsozialistischen Regimes fanden hier auch zahlreiche Konzerte des Hamburger Jüdischen Kulturbundes statt. Unter anderem gastierten der Tenor Joseph Schmidt und die Altistin Sabine Kalter, eine Hamburger „Lokalmatadorin“, mit Lieder- und Arienabenden vor ausverkauften Rängen.
Nicht nur als Konzertgebäude hatte der Conventgarten jahrzehntelang einen festen Platz im gesellschaftlichen Leben Hamburgs. Die Räumlichkeiten wurden auch für Tanz- und Kostümbälle, Vereinsfeste, Vorträge und politische Versammlungen gemietet. Auf den Tag genau 90 Jahre nach seiner Eröffnung wurde der Coventgarten am 24. Juli 1943 während eines Luftangriffes (Operation Gomorrha) zerstört. Auf dem Grundstück wurde Mitte der 1950er Jahre das Axel-Springer-Verlagshaus errichtet.